# Ipopema Securities
IPOPEMA Securities – spółka dominująca w Grupie IPOPEMA, specjalizuje się w usługach bankowości inwestycyjnej oraz usługach brokerskich i analizach spółek. Zajmuje się doradztwem finansowym, a także przygotowaniem i realizacją transakcji publicznych oraz prywatnych. Prowadzi usługi brokerskie w obrocie papierami wartościowymi na rynku wtórnym, zarówno dla krajowych, jak i zagranicznych klientów instytucjonalnych.
Świadczy usługi pośrednictwa w obrocie papierami wartościowymi dla klientów instytucjonalnych na Giełdach Papierów Wartościowych: w Warszawie, Pradze i Budapeszcie. Spółka jest również członkiem Praskiej Giełdy Papierów Wartościowych (PSE).
IPOPEMA Securities jest członkiem GPW, który spełnia wymagania Kategorii 3 Regulacji S oraz Zasady 144A na podstawie amerykańskiej Ustawy o papierach wartościowych z 1933 r., z późn. zm. (ang. Regulation S under the United States Securities Act of 1933). Dzięki temu może działać w segmencie akcji spółek amerykańskich podlegających ograniczeniom z powodu amerykańskiego prawa papierów wartościowych.

## Historia
Dom Inwestycyjny IPOPEMA S.A. powstał w maju 2003 roku. W czerwcu 2005 roku powstał Dom Maklerski IPOPEMA S.A., podmiot zależny od Domu Inwestycyjnego IPOPEMA S.A. (obecnie: IPOPEMA Securities S.A.). W 2006 r. DM IPOPEMA przejął kompetencje Domu Inwestycyjnego.
Od maja 2009 r. spółka jest notowana na Giełdzie Papierów Wartościowych w Warszawie, gdzie wchodzi w skład indeksu sWIG80. IPOPEMA Securities S.A. jest również polskim partnerem Mergers Alliance, grupy zrzeszającej niezależne firmy doradztwa inwestycyjnego z Europy, Azji oraz Ameryki Północnej.

## Struktura organizacyjna
W skład Grupy IPOPEMA wchodzą: IPOPEMA Securities S.A., IPOPEMA Towarzystwo Funduszy Inwestycyjnych S.A., IPOPEMA Asset Management S.A., IPOPEMA Business Consulting Sp. z o.o. oraz IPOPEMA Business Services Kft.

## Działalność
W skład Grupy Kapitałowej IPOPEMA wchodzą:
- IPOPEMA Securities – świadcząca usługi pośrednictwa w obrocie papierami wartościowymi na giełdach w Warszawie oraz Budapeszcie. Jest także członkiem Praskiej Giełdy Papierów Wartościowych (PSE). Należy do czołówki najbardziej aktywnych brokerów na polskim rynku. IPOPEMA Securities oferuje również usługi analityczne. Spółka specjalizuje się także w świadczeniu kompleksowych usług związanych w pozyskiwaniem kapitału, a także świadczy usługi doradcze w zakresie restrukturyzacji finansowej przedsiębiorstw.
- IPOPEMA Towarzystwo Funduszy Inwestycyjnych S.A.[7] – koncentruje się na tworzeniu i zarządzaniu funduszami inwestycyjnymi – typu zamkniętego (skierowanymi do grup zamożnych klientów indywidualnych i korporacyjnych) oraz otwartego (adresowanymi do inwestorów indywidualnych).
- IPOPEMA Asset Management S.A. – spółka powstała w wyniku nabycia 100% udziałów Credit Suisse Asset Management (Polska) S.A.[8]; prowadzi usługi z zakresu zarządzania aktywami klientów instytucjonalnych, korporacyjnych oraz zamożnych osób fizycznych. Spółka rozpoczęła działalność w 1996 roku. Jest jednym z najdłużej obecnych na polskim rynku podmiotów typu asset management.
- IPOPEMA Business Consulting Sp. z o.o. – koncentruje się na usługach doradczych z zakresu strategii i działalności operacyjnej przedsiębiorstw oraz doradztwie w obszarze IT.
- IPOPEMA Business Services Kft. – świadczy usługi wsparcia biznesowo-biurowego w związku z prowadzoną przez grupę działalnością na Giełdzie Papierów Wartościowych w Budapeszcie (BSE).

## Zarząd Grupy
Prezesem zarządu Grupy IPOPEMA jest Jacek Lewandowski – absolwent Szkoły Głównej Handlowej w Warszawie. Wcześniej pracował w Commercial Union Polska S.A., w Departamencie Gospodarki Pieniężnej w Banku Gospodarstwa Krajowego S.A., w Polskim Banku Rozwoju S.A., w Domu Inwestycyjnym BRE Banku S. A. W maju 2003 r. założył Dom Inwestycyjny IPOPEMA S.A., a dwa lata później Dom Maklerski IPOPEMA S.A. (obecnie: IPOPEMA Securities S.A.). W 2006 r. DM IPOPEMA przejął kompetencje Domu Inwestycyjnego.
Od marca 2005 r. Jacek Lewandowski pełni funkcję prezesa zarządu IPOPEMA Securities S.A. Od 28 lutego 2011 roku, zasiada w Radzie Giełdy – organie nadzorczym Giełdy Papierów Wartościowych w Warszawie. Jest także członkiem Polskiej Rady Biznesu.

## Nagrody i wyróżnienia
Grupie IPOPEMA przyznano liczne nagrody branżowe, m.in.:
- IPOPEMA zajęła II miejsce wśród najlepszych domów maklerskich w rankingu miesięcznika Forbes[11].
- Arkadiusz Chojnacki i Konrad Anuszkiewicz najlepsi w rankingu Działów Analiz przygotowanym przez Parkiet[12].
- IPOPEMA zajęła pierwsze miejsce w rankingu najlepszych zespołów rynków kapitałowych w 2012 roku, według „Parkietu”[13].
- IPOPEMA Securities jako jedyny polski broker była zaangażowana w ofertę Alior Banku – największe IPO spółki prywatnej na GPW
- W 2012 r. IPOPEMA Securities przeprowadziła IPO o największej wartości[14].
- W marcu 2012 IPOPEMA Securities znalazła się w czołówce rankingu Działów Analiz według miesięcznika Forbes.
- W lutym 2012 IPOPEMA Securities zajęła I miejsce w kategorii „Wprowadzenie na Giełdę największej liczby spółek w latach 2010-2011” - nagroda przyznana została przez Giełdę Papierów Wartościowych w Warszawie.
- IPOPEMA Securities zajęła drugie miejsce w rankingu najlepszych zespołów rynkowych kapitałowych w roku 2011 według Parkietu oraz Rzeczpospolitej
- W grudniu 2011 r. Arkadiusz Chojnacki i Tomasz Duda z IPOPEMA Securities uznani zostali za najlepszych w swoich kategoriach w corocznym rankingu Działów Analiz przygotowanym przez Parkiet[15].
- We wrześniu 2011 r. IPOPEMA Securities znalazła się na czele rankingu domów maklerskich według magazynu Forbes – wyróżnienie zostało przyznane przez inwestorów instytucjonalnych[16].
- W maju 2011 roku IPOPEMA Securities znalazła się na czele rankingu Działów Analiz według miesięcznika Forbes – wyróżnienie przyznane przez inwestorów instytucjonalnych.
- W październiku 2010 zajęła II miejsce wśród najlepszych domów maklerskich w rankingu miesięcznika Forbes[17].
- W kwietniu 2010 zajęła I miejsce dla najlepszych Działów Analiz w rankingu miesięcznika Forbes – wyróżnienie przyznane przez inwestorów instytucjonalnych.
- W marcu 2010 zajęła II miejsce w kategorii „Kompetencje Zarządu” w ramach plebiscytu „Giełdowa Spółka Roku” organizowanego przez Puls Biznesu, wyróżnienie przyznane przez uczestników rynku kapitałowego.
- W marcu 2010 zajęła IV miejsce w plebiscycie „Giełdowa Spółka Roku” organizowanym przez Puls Biznesu.
- W październiku 2009 zajęła III miejsce wśród najlepszych domów maklerskich w rankingu miesięcznika Forbes[18].
- 31 stycznia 2008 roku otrzymała nagrodę przyznawaną przez GPW „Za największy wartościowy wzrost obrotu akcjami na Głównym Rynku GPW w 2007 roku”; III miejsce w kategorii „Wprowadzenie na Giełdę największej liczby spółek zagranicznych w 2007 roku”.
- 18 grudnia 2007 otrzymała przyznawaną przez GPW nagrodę „Za pomoc w dotarciu do nowych rynków w regionie CEE i poza nim”.